# 알다리스
주식회사 알다리스(라트비아어: AS Aldaris)는 라트비아의 맥주 양조 기업이다. “알다리스”란 원래 라트비아어로 양조를 의미하는 일반명사다.
2013년까지 라트비아 맥주 시장의 압도적 1위였다. 2008년에는 라트비아 국내 맥주시장의 46.1%를 점유했다.  2013년 생산량을 줄이고 종업원 59명을 해고하는 등 구조조정에 들어갔다.